# 朱放
朱放（しゅ ほう）は、中国・唐の詩人。湖北省襄陽市の出身。字は長通。
初め漢水の岸に住んでいたが、飢饉に遭い、剡渓（浙江省嵊州市の西南）のほとりに移住して、隠者の生活を送った。一時期、江西節度使（江西省南昌市）に招かれて参謀となったが、官僚生活が肌に合わず、辞職して帰った。貞元2年（786年）にも左拾遺に任ずる旨の詔書を受けたが、辞退して、無官のまま世を終えた。
作品に、『題竹林寺（竹林寺に題す）』（五言絶句）がある。
| 題竹林寺   |                                          |
| 歳月人間促 | 歳月 人間（じんかん）に促し              |
| 煙霞此地多 | 煙霞（えんか） 此の地に多し              |
| 殷勤竹林寺 | 殷勤（いんぎん）にす 竹林寺              |
| 更得幾回過 | 更に幾回（いくかい）か過（よぎ）るを得ん |